# Championnats du monde d'athlétisme
Navigation
Les Championnats du monde d'athlétisme sont une compétition biennale en plein air organisée par la WA qui désigne un champion du monde pour chaque discipline majeure de l'athlétisme. Il s'agit du troisième plus grand événement sportif dans le monde après les Jeux olympiques et la Coupe du monde de football en ce qui concerne les téléspectateurs et l'impact médiatique. À leur création en 1983, les championnats avaient lieu tous les quatre ans, ils ont lieu tous les deux ans depuis 1991. Par ailleurs, les championnats du monde d'athlétisme en salle et les championnats du monde juniors sont disputés en alternance.
Allyson Felix est l'athlète la plus titrée des championnats du monde, avec 20 médailles, dont 14 en or remportées entre 2005 et 2022. Chez les hommes, le record appartient à Usain Bolt avec onze titres de 2009 à 2017, alors que le perchiste Sergueï Bubka est le seul champion du monde à avoir conservé un titre pendant six championnats consécutifs.

## Historique
Depuis la création de l'IAAF en 1912, il a été considéré que les épreuves d’athlétisme disputées lors des Jeux olympiques serviraient également de championnats du monde (les vainqueurs en étaient déclarés « champions olympiques et champions du monde »). Dans les années 1960, de nombreux membres de la Fédération internationale militent pour l'instauration d'une compétition distincte des Jeux. En 1976, lors d'un conseil tenu à Porto Rico, l'IAAF adopte la création des premiers championnats du monde dès 1983. La ville d'Helsinki est alors désignée ville hôte au détriment de Stuttgart. Cependant, précédemment, des championnats du monde avaient été organisés pour l’épreuve masculine du 50 km marche (en 1976) et pour les épreuves féminines du 400 mètres haies et du 3 000 mètres (en 1980) (épreuves non insérées, respectivement, au programme des Jeux olympiques de Montréal et de ceux de Moscou).

## Éditions
| N° | Édition | Ville             | Pays         | Date                          | Stade                          | Participants | Nations | Épreuves |
| -- | ------- | ----------------- | ------------ | ----------------------------- | ------------------------------ | ------------ | ------- | -------- |
| 01 | CM 1983 | Helsinki          | Finlande     | 7–14 août 1983                | Stade olympique                | 1 333        | 153     | 41       |
| 02 | CM 1987 | Rome              | Italie       | 28 août – 6 septembre 1987    | Stade olympique                | 1 419        | 156     | 43       |
| 03 | CM 1991 | Tokyo             | Japon        | 23 août – 1er septembre 1991  | Stade olympique                | 1 491        | 162     | 43       |
| 04 | CM 1993 | Stuttgart         | Allemagne    | 13–22 août 1993               | Gottlieb-Daimler Stadion       | 1 630        | 187     | 44       |
| 05 | CM 1995 | Göteborg          | Suède        | 5–13 août 1995                | Ullevi                         | 1 755        | 190     | 44       |
| 06 | CM 1997 | Athènes           | Grèce        | 1er–10 août 1997              | Stade olympique                | 1 785        | 197     | 44       |
| 07 | CM 1999 | Séville           | Espagne      | 20–29 août 1999               | Stade olympique                | 1 750        | 200     | 46       |
| 08 | CM 2001 | Edmonton          | Canada       | 3–12 août 2001                | Stade du Commonwealth          | 1 677        | 189     | 46       |
| 09 | CM 2003 | Paris Saint-Denis | France       | 23-31 août 2003               | Stade de France                | 1 679        | 198     | 46       |
| 10 | CM 2005 | Helsinki          | Finlande     | 6–14 août 2005                | Stade olympique                | 1 688        | 191     | 47       |
| 11 | CM 2007 | Osaka             | Japon        | 24 août – 2 septembre 2007    | Stade Nagai                    | 1 800        | 197     | 47       |
| 12 | CM 2009 | Berlin            | Allemagne    | 15–23 août 2009               | Stade olympique                | 1 895        | 200     | 47       |
| 13 | CM 2011 | Daegu             | Corée du Sud | 27 août – 4 septembre 2011    | Stade de Daegu                 | 1 742        | 199     | 47       |
| 14 | CM 2013 | Moscou            | Russie       | 10–18 août 2013               | Stade Loujniki                 | 1 784        | 203     | 47       |
| 15 | CM 2015 | Pékin             | Chine        | 22–30 août 2015               | Stade national de Pékin        | 1 761        | 207     | 45       |
| 16 | CM 2017 | Londres           | Royaume-Uni  | 5–13 août 2017                | Stade olympique                | 2 036        | 205     | 48       |
| 17 | CM 2019 | Doha              | Qatar        | 27 septembre – 6 octobre 2019 | Stade international de Khalifa | 1 772        | 206     | 49       |
| 18 | CM 2022 | Eugene            | États-Unis   | 15–24 juillet 2022            | Hayward Field                  | 1 705        | 180     | 49       |
| 19 | CM 2023 | Budapest          | Hongrie      | 19–27 août 2023               | Centre national d'athlétisme   | 2 187        | 202     | 49       |
| 20 | CM 2025 | Tokyo             | Japon        | 13–21 septembre 2025          | Stade National                 |              |         |          |
| 21 | CM 2027 | Pékin             | Chine        |                               |                                |              |         |          |

## Épreuves
En 1983, les premiers championnats du monde comportent 41 épreuves au total, dont 17 féminines. À partir de l'édition suivante, de nouvelles disciplines féminines s'ajoutent peu à peu : le 10 000 m et le 10 km marche en 1987, le triple saut en 1993, le 5 000 m en 1995. En 1999, les femmes concourent  pour la première fois aux épreuves de saut à la perche et du lancer du marteau, alors que le 20 km remplace le 10 km marche. En 2005, le 3 000 m steeple féminin fait sa première apparition dans cette compétition. En 2017, la parité est respectée dans toutes les épreuves puisque le 50 km marche féminin est intégré au programme des championnats du monde de Londres. En 2022, le 50 km marche est remplacé par le 35 km marche.

### Hommes
| Années                       | 83 | 87 | 91 | 93 | 95 | 97 | 99 | 01 | 03 | 05 | 07 | 09 | 11 | 13 | 15 | 17 | 19 | 22 | 23 | Total |
| ---------------------------- | -- | -- | -- | -- | -- | -- | -- | -- | -- | -- | -- | -- | -- | -- | -- | -- | -- | -- | -- | ----- |
| 100 m Historique             | X  | X  | X  | X  | X  | X  | X  | X  | X  | X  | X  | X  | X  | X  | X  | X  | X  | X  | X  | 19    |
| 200 m Historique             | X  | X  | X  | X  | X  | X  | X  | X  | X  | X  | X  | X  | X  | X  | X  | X  | X  | X  | X  | 19    |
| 400 m Historique             | X  | X  | X  | X  | X  | X  | X  | X  | X  | X  | X  | X  | X  | X  | X  | X  | X  | X  | X  | 19    |
| 800 m Historique             | X  | X  | X  | X  | X  | X  | X  | X  | X  | X  | X  | X  | X  | X  | X  | X  | X  | X  | X  | 19    |
| 1 500 m Historique           | X  | X  | X  | X  | X  | X  | X  | X  | X  | X  | X  | X  | X  | X  | X  | X  | X  | X  | X  | 19    |
| 5 000 m Historique           | X  | X  | X  | X  | X  | X  | X  | X  | X  | X  | X  | X  | X  | X  | X  | X  | X  | X  | X  | 19    |
| 10 000 m Historique          | X  | X  | X  | X  | X  | X  | X  | X  | X  | X  | X  | X  | X  | X  | X  | X  | X  | X  | X  | 19    |
| Marathon Historique          | X  | X  | X  | X  | X  | X  | X  | X  | X  | X  | X  | X  | X  | X  | X  | X  | X  | X  | X  | 19    |
| 110 m haies Historique       | X  | X  | X  | X  | X  | X  | X  | X  | X  | X  | X  | X  | X  | X  | X  | X  | X  | X  | X  | 19    |
| 400 m haies Historique       | X  | X  | X  | X  | X  | X  | X  | X  | X  | X  | X  | X  | X  | X  | X  | X  | X  | X  | X  | 19    |
| 3 000 m steeple Historique   | X  | X  | X  | X  | X  | X  | X  | X  | X  | X  | X  | X  | X  | X  | X  | X  | X  | X  | X  | 19    |
| Relais 4 × 100 m Historique  | X  | X  | X  | X  | X  | X  | X  | X  | X  | X  | X  | X  | X  | X  | X  | X  | X  | X  | X  | 19    |
| Relais 4 × 400 m Historique  | X  | X  | X  | X  | X  | X  | X  | X  | X  | X  | X  | X  | X  | X  | X  | X  | X  | X  | X  | 19    |
| 20 km marche Historique      | X  | X  | X  | X  | X  | X  | X  | X  | X  | X  | X  | X  | X  | X  | X  | X  | X  | X  | X  | 19    |
| 35 km marche Historique      |    |    |    |    |    |    |    |    |    |    |    |    |    |    |    |    |    | X  | X  | 2     |
| 50 km marche Historique      | X  | X  | X  | X  | X  | X  | X  | X  | X  | X  | X  | X  | X  | X  | X  | X  | X  |    |    | 17    |
| Saut en longueur Historique  | X  | X  | X  | X  | X  | X  | X  | X  | X  | X  | X  | X  | X  | X  | X  | X  | X  | X  | X  | 19    |
| Triple saut Historique       | X  | X  | X  | X  | X  | X  | X  | X  | X  | X  | X  | X  | X  | X  | X  | X  | X  | X  | X  | 19    |
| Saut en hauteur Historique   | X  | X  | X  | X  | X  | X  | X  | X  | X  | X  | X  | X  | X  | X  | X  | X  | X  | X  | X  | 19    |
| Saut à la perche Historique  | X  | X  | X  | X  | X  | X  | X  | X  | X  | X  | X  | X  | X  | X  | X  | X  | X  | X  | X  | 19    |
| Lancer du poids Historique   | X  | X  | X  | X  | X  | X  | X  | X  | X  | X  | X  | X  | X  | X  | X  | X  | X  | X  | X  | 19    |
| Lancer du disque Historique  | X  | X  | X  | X  | X  | X  | X  | X  | X  | X  | X  | X  | X  | X  | X  | X  | X  | X  | X  | 19    |
| Lancer du marteau Historique | X  | X  | X  | X  | X  | X  | X  | X  | X  | X  | X  | X  | X  | X  | X  | X  | X  | X  | X  | 19    |
| Lancer du javelot Historique | X  | X  | X  | X  | X  | X  | X  | X  | X  | X  | X  | X  | X  | X  | X  | X  | X  | X  | X  | 19    |
| Décathlon Historique         | X  | X  | X  | X  | X  | X  | X  | X  | X  | X  | X  | X  | X  | X  | X  | X  | X  | X  | X  | 19    |

### Femmes
| Années                       | 83 | 87 | 91 | 93 | 95 | 97 | 99 | 01 | 03 | 05 | 07 | 09 | 11 | 13 | 15 | 17 | 19 | 22 | 23 | Total |
| ---------------------------- | -- | -- | -- | -- | -- | -- | -- | -- | -- | -- | -- | -- | -- | -- | -- | -- | -- | -- | -- | ----- |
| 100 m Historique             | X  | X  | X  | X  | X  | X  | X  | X  | X  | X  | X  | X  | X  | X  | X  | X  | X  | X  | X  | 19    |
| 200 m Historique             | X  | X  | X  | X  | X  | X  | X  | X  | X  | X  | X  | X  | X  | X  | X  | X  | X  | X  | X  | 19    |
| 400 m Historique             | X  | X  | X  | X  | X  | X  | X  | X  | X  | X  | X  | X  | X  | X  | X  | X  | X  | X  | X  | 19    |
| 800 m Historique             | X  | X  | X  | X  | X  | X  | X  | X  | X  | X  | X  | X  | X  | X  | X  | X  | X  | X  | X  | 19    |
| 1 500 m Historique           | X  | X  | X  | X  | X  | X  | X  | X  | X  | X  | X  | X  | X  | X  | X  | X  | X  | X  | X  | 19    |
| 3 000 m Historique           | X  | X  | X  | X  |    |    |    |    |    |    |    |    |    |    |    |    |    |    |    | 4     |
| 5 000 m Historique           |    |    |    |    | X  | X  | X  | X  | X  | X  | X  | X  | X  | X  | X  | X  | X  | X  | X  | 15    |
| 10 000 m Historique          |    | X  | X  | X  | X  | X  | X  | X  | X  | X  | X  | X  | X  | X  | X  | X  | X  | X  | X  | 18    |
| Marathon Historique          | X  | X  | X  | X  | X  | X  | X  | X  | X  | X  | X  | X  | X  | X  | X  | X  | X  | X  | X  | 19    |
| 100 m haies Historique       | X  | X  | X  | X  | X  | X  | X  | X  | X  | X  | X  | X  | X  | X  | X  | X  | X  | X  | X  | 19    |
| 400 m haies Historique       | X  | X  | X  | X  | X  | X  | X  | X  | X  | X  | X  | X  | X  | X  | X  | X  | X  | X  | X  | 19    |
| 3 000 m steeple Historique   |    |    |    |    |    |    |    |    |    | X  | X  | X  | X  | X  | X  | X  | X  | X  | X  | 10    |
| Relais 4 × 100 m Historique  | X  | X  | X  | X  | X  | X  | X  | X  | X  | X  | X  | X  | X  | X  | X  | X  | X  | X  | X  | 19    |
| Relais 4 × 400 m Historique  | X  | X  | X  | X  | X  | X  | X  | X  | X  | X  | X  | X  | X  | X  | X  | X  | X  | X  | X  | 19    |
| 10 km marche Historique      |    | X  | X  | X  | X  | X  |    |    |    |    |    |    |    |    |    |    |    |    |    | 5     |
| 20 km marche Historique      |    |    |    |    |    |    | X  | X  | X  | X  | X  | X  | X  | X  | X  | X  | X  | X  | X  | 13    |
| 35 km marche Historique      |    |    |    |    |    |    |    |    |    |    |    |    |    |    |    |    |    | X  | X  | 2     |
| 50 km marche Historique      |    |    |    |    |    |    |    |    |    |    |    |    |    |    |    | X  | X  |    |    | 2     |
| Saut en longueur Historique  | X  | X  | X  | X  | X  | X  | X  | X  | X  | X  | X  | X  | X  | X  | X  | X  | X  | X  | X  | 19    |
| Triple saut Historique       |    |    |    | X  | X  | X  | X  | X  | X  | X  | X  | X  | X  | X  | X  | X  | X  | X  | X  | 16    |
| Saut en hauteur Historique   | X  | X  | X  | X  | X  | X  | X  | X  | X  | X  | X  | X  | X  | X  | X  | X  | X  | X  | X  | 19    |
| Saut à la perche Historique  |    |    |    |    |    |    | X  | X  | X  | X  | X  | X  | X  | X  | X  | X  | X  | X  | X  | 13    |
| Lancer du poids Historique   | X  | X  | X  | X  | X  | X  | X  | X  | X  | X  | X  | X  | X  | X  | X  | X  | X  | X  | X  | 19    |
| Lancer du disque Historique  | X  | X  | X  | X  | X  | X  | X  | X  | X  | X  | X  | X  | X  | X  | X  | X  | X  | X  | X  | 19    |
| Lancer du marteau Historique |    |    |    |    |    |    | X  | X  | X  | X  | X  | X  | X  | X  | X  | X  | X  | X  | X  | 13    |
| Lancer du javelot Historique | X  | X  | X  | X  | X  | X  | X  | X  | X  | X  | X  | X  | X  | X  | X  | X  | X  | X  | X  | 19    |
| Heptathlon Historique        | X  | X  | X  | X  | X  | X  | X  | X  | X  | X  | X  | X  | X  | X  | X  | X  | X  | X  | X  | 19    |

### Mixte
| Années                      | 83 | 87 | 91 | 93 | 95 | 97 | 99 | 01 | 03 | 05 | 07 | 09 | 11 | 13 | 15 | 17 | 19 | 22 | 23 | Total |
| --------------------------- | -- | -- | -- | -- | -- | -- | -- | -- | -- | -- | -- | -- | -- | -- | -- | -- | -- | -- | -- | ----- |
| Relais 4 × 400 m Historique |    |    |    |    |    |    |    |    |    |    |    |    |    |    |    |    | X  | X  | X  | 3     |

## Athlètes

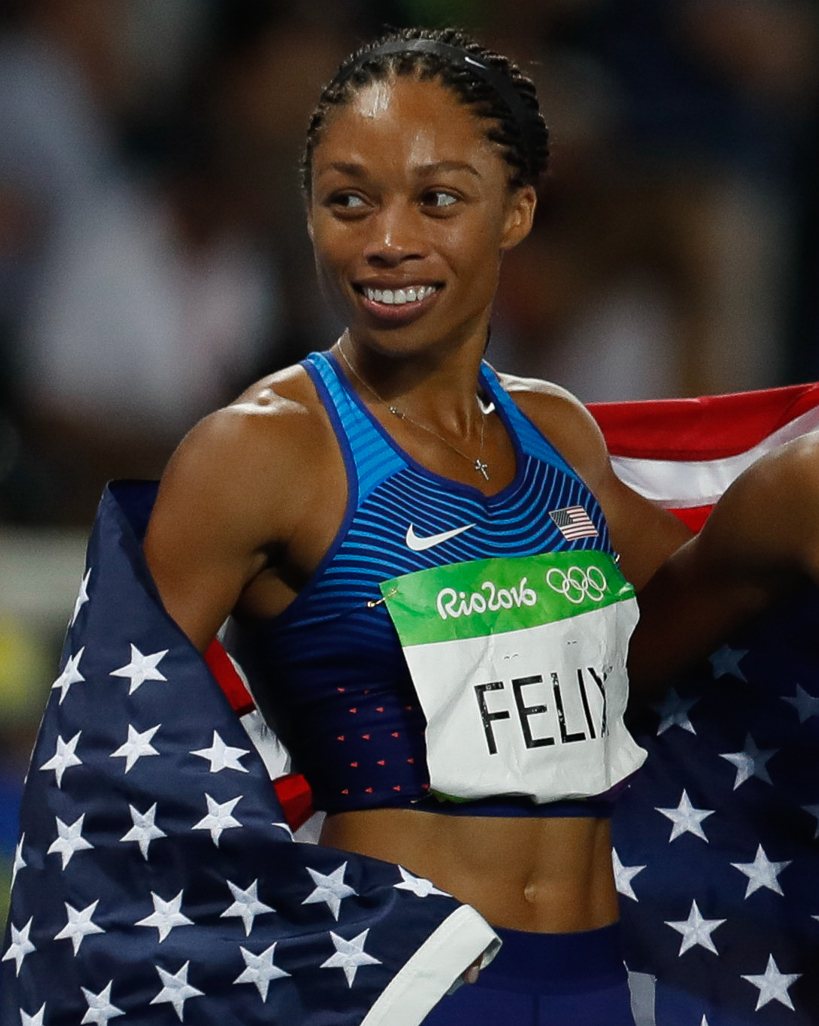
Avec 14 médailles d'or, l'Américaine Allyson Felix est l'athlète féminine la plus titrée lors des Championnats du monde d'athlétisme.

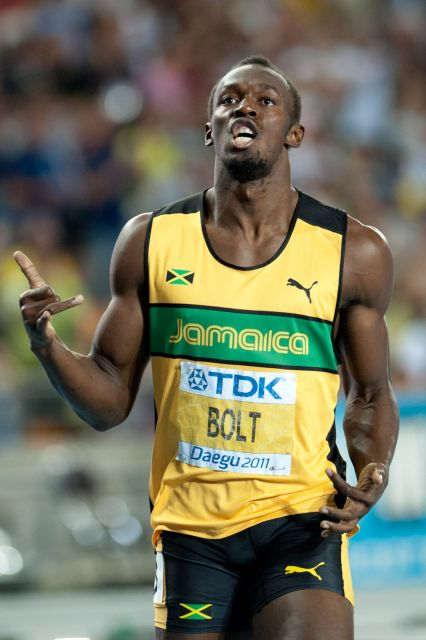
Avec onze médailles d'or, le Jamaïcain Usain Bolt est l'athlète masculin le plus titré lors des Championnats du monde d'athlétisme.

Avec 20 médailles (14 en or, 3 en argent et 3 de bronze), Allyson Felix est l’athlète qui a remporté le plus de médailles lors des Championnats du monde. Avec 14 médailles (dont 11 en or), le Jamaïcain Usain Bolt est l'athlète masculin le plus médaillé de l'histoire de la compétition.
Usain Bolt est l'athlète masculin ayant remporté le plus de victoires (11) et le plus de victoires individuelles (7). Il a décroché trois titres sur 100 m, en 2009, 2013 et 2015, et quatre sur 200 m, de 2009 à 2015. Il a par ailleurs réalisé trois triplés (avec le relais 4x100m) en 2009, 2013 et 2015. Côté féminin, c'est Allyson Felix qui compte le plus de médailles d'or (11) avec notamment quatre victoires individuelles sur 200 m (2005, 2007, 2009) et 400 m (2015). Sergueï Bubka est l'athlète le plus victorieux dans une discipline avec 6 victoires consécutives en saut à la perche de 1983 à 1997.
Parmi les fédérations, celle des États-Unis a remporté au total 443 médailles dont 195 en or.
Le premier champion du monde de l'IAAF a été Veniamin Soldatenko (URSS) qui a gagné le 50 km marche à Malmö en 1976. La première championne du monde dans un championnat « complet » est Grete Waitz (Norvège) à Helsinki. Cependant, jusqu'aux Jeux olympiques de 1980 à Moscou, tous les champions olympiques étaient également considérés, faute de championnats du monde, comme étant « champions olympiques et champions du monde », texte proclamé lors des podiums.
Le marcheur espagnol Jesús Ángel García concourt à 13 championnats sur 50 km entre 1993 et 2019, ce qui fait de lui l'athlète avec le plus de participations. La marcheuse portugaise Susana Feitor est l'athlète féminine qui a participé au plus grand nombre d'éditions (11 de 1991 à 2011).
À 40 ans et 268 jours, la Biélorusse Elina Zverava est l'athlète la plus âgée à remporter un titre mondial (en 2001). Le Néerlandais Troy Douglas remporte une médaille sur l'épreuve du 4 × 100m en 2003 à 40 ans et 274 jours. La plus jeune médaillée d’or est l'Éthiopienne Tirunesh Dibaba (17 ans et 333 jours) alors que Sally Barsosio demeure à ce jour l'athlète la plus précoce en montant sur le podium à 15 ans et 153 jours.
| Rang | Athlète                 | Nation      | De   | À    | Or | Argent | Bronze | Total |
| ---- | ----------------------- | ----------- | ---- | ---- | -- | ------ | ------ | ----- |
| 1    | Allyson Felix           | États-Unis  | 2005 | 2022 | 14 | 3      | 3      | 20    |
| 2    | Usain Bolt              | Jamaïque    | 2007 | 2017 | 11 | 2      | 1      | 14    |
| 3    | Shelly-Ann Fraser-Pryce | Jamaïque    | 2007 | 2023 | 10 | 4      | 1      | 15    |
| 4    | Carl Lewis              | États-Unis  | 1983 | 1993 | 8  | 1      | 1      | 10    |
| 5    | Michael Johnson         | États-Unis  | 1991 | 1999 | 8  | -      | -      | 8     |
| 6    | LaShawn Merritt         | États-Unis  | 2007 | 2015 | 7  | 3      | -      | 10    |
| 7    | Mohamed Farah           | Royaume-Uni | 2011 | 2017 | 6  | 2      | -      | 8     |
| 8    | Sergueï Bubka           | Ukraine     | 1983 | 1997 | 6  | -      | -      | 6     |
| 9    | Gail Devers             | États-Unis  | 1991 | 2001 | 5  | 3      | -      | 8     |
| 10   | Sanya Richards-Ross     | États-Unis  | 2003 | 2015 | 5  | 2      | -      | 7     |

## Records

### Records des championnats

#### Hommes
| Discipline        | Athlètes                                                             | Performance     | Date | Lieu        |
| ----------------- | -------------------------------------------------------------------- | --------------- | ---- | ----------- |
| 100 m             | Usain Bolt                                                           | 9 s 58          | 2009 | Berlin      |
| 200 m             | Usain Bolt                                                           | 19 s 19         | 2009 | Berlin      |
| 400 m             | Michael Johnson                                                      | 43 s 18         | 1999 | Séville     |
| 800 m             | Donovan Brazier                                                      | 1 min 42 s 34   | 2019 | Doha        |
| 1 500 m           | Hicham El Guerrouj                                                   | 3 min 27 s 65   | 1999 | Séville     |
| 5 000 m           | Eliud Kipchoge                                                       | 12 min 52 s 79  | 2003 | Saint-Denis |
| 10 000 m          | Kenenisa Bekele                                                      | 26 min 45 s 11  | 2009 | Berlin      |
| Marathon          | Tamirat Tola                                                         | 2 h 5 min 36 s  | 2022 | Eugene      |
| 110 m haies       | Colin Jackson                                                        | 12 s 91         | 1993 | Stuttgart   |
| 400 m haies       | Alison dos Santos                                                    | 46 s 29         | 2022 | Eugene      |
| 3 000 m steeple   | Ezekiel Kemboi                                                       | 8 min 0 s 43    | 2009 | Berlin      |
| 4 × 100 m         | Jamaïque Nesta Carter Michael Frater Usain Bolt Yohan Blake          | 37 s 04         | 2011 | Daegu       |
| 4 × 400 m         | États-Unis Andrew Valmon Quincy Watts Harry Reynolds Michael Johnson | 2 min 54 s 29   | 1993 | Stuttgart   |
| 20 km marche      | Jefferson Pérez                                                      | 1 h 17 min 21 s | 2003 | Saint-Denis |
| 35 km marche      | Massimo Stano                                                        | 2 h 23 min 14 s | 2022 | Eugene      |
| 50 km marche      | Yohann Diniz                                                         | 3 h 33 min 12 s | 2017 | Londres     |
| Saut en longueur  | Mike Powell                                                          | 8,95 m          | 1991 | Tokyo       |
| Triple saut       | Jonathan Edwards                                                     | 18,29 m         | 1995 | Göteborg    |
| Saut en hauteur   | Bohdan Bondarenko                                                    | 2,41 m          | 2013 | Moscou      |
| Saut à la perche  | Armand Duplantis                                                     | 6,21 m          | 2022 | Eugene      |
| Lancer du poids   | Ryan Crouser                                                         | 23,51 m         | 2023 | Budapest    |
| Lancer du disque  | Daniel Ståhl                                                         | 71,46 m         | 2023 | Budapest    |
| Lancer du marteau | Ivan Tsikhan                                                         | 83,63 m         | 2007 | Osaka       |
| Lancer du javelot | Jan Železný                                                          | 92,80 m         | 2001 | Edmonton    |
| Décathlon         | Ashton Eaton                                                         | 9 045 pts       | 2015 | Pékin       |

#### Femmes
| Discipline        | Athlète(s)                                                                                | Performance                                      | Date      | Lieu          |
| ----------------- | ----------------------------------------------------------------------------------------- | ------------------------------------------------ | --------- | ------------- |
| 100 m             | Sha'Carri Richardson                                                                      | 10 s 65                                          | 2023      | Budapest      |
| 200 m             | Shericka Jackson                                                                          | 21 s 41                                          | 2023      | Budapest      |
| 400 m             | Jarmila Kratochvílová                                                                     | 47 s 99                                          | 1983      | Helsinki      |
| 800 m             | Jarmila Kratochvílová                                                                     | 1 min 54 s 68                                    | 1983      | Helsinki      |
| 1 500 m           | Sifan Hassan                                                                              | 3 min 51 s 95                                    | 2019      | Doha          |
| 3 000 m           | Qu Yunxia                                                                                 | 8 min 28 s 71                                    | 1993      | Stuttgart     |
| 5 000 m           | Hellen Obiri                                                                              | 14 min 26 s 72                                   | 2019      | Doha          |
| 10 000 m          | Berhane Adere                                                                             | 30 min 4 s 18                                    | 2003      | Saint-Denis   |
| Marathon          | Gotytom Gebreslase                                                                        | 2 h 18 min 11 s                                  | 2022      | Eugene        |
| 100 m haies       | Tobi Amusan                                                                               | 12 s 12                                          | 2022      | Eugene        |
| 400 m haies       | Sydney McLaughlin                                                                         | 50 s 68                                          | 2022      | Eugene        |
| 3 000 m steeple   | Norah Jeruto                                                                              | 8 min 53 s 02                                    | 2022      | Eugene        |
| 4 × 100 m         | Jamaïque Veronica Campbell-Brown Natasha Morrison Elaine Thompson Shelly-Ann Fraser-Pryce | 41 s 07                                          | 2015      | Pékin         |
| 4 × 400 m         | États-Unis Gwen Torrence Maicel Malone-Wallace Natasha Kaiser-Brown Jearl Miles-Clark     | 3 min 16 s 71                                    | 1993      | Stuttgart     |
| 10 km marche      | Irina Stankina                                                                            | 42 min 13 s                                      | 1995      | Göteborg      |
| 20 km marche      | Olimpiada Ivanova                                                                         | 1 h 25 min 41 s                                  | 2005      | Helsinki      |
| 35 km marche      | María Pérez                                                                               | 2 h 38 min 40 s                                  | 2023      | Budapest      |
| 50 km marche      | Inês Henriques                                                                            | 4 h 5 min 56 s                                   | 2017      | Londres       |
| Saut en longueur  | Jackie Joyner-Kersee                                                                      | 7,36 m                                           | 1987      | Rome          |
| Triple saut       | Inessa Kravets                                                                            | 15,50 m                                          | 1995      | Göteborg      |
| Saut en hauteur   | Stefka Kostadinova                                                                        | 2,09 m                                           | 1987      | Rome          |
| Saut à la perche  | Yelena Isinbayeva                                                                         | 5,01 m                                           | 2005      | Helsinki      |
| Lancer du poids   | Natalya Lisovskaya Valerie Adams                                                          | 21,24 m                                          | 1987 2011 | Daegu         |
| Lancer du disque  | Martina Hellmann                                                                          | 71,62 m                                          | 1987      | Rome          |
| Lancer du marteau | Anita Włodarczyk                                                                          | 80,85 m                                          | 2015      | Pékin         |
| Lancer du javelot | Fatima Whitbread Olisdeilys Menéndez                                                      | 76,64 m (ancien modèle) 71,70 m (nouveau modèle) | 1987 2005 | Rome Helsinki |
| Heptathlon        | Jackie Joyner-Kersee                                                                      | 7 128 pts                                        | 1987      | Rome          |

#### Mixte
| Discipline | Athlète(s)                                                            | Performance  | Date | Lieu     |
| ---------- | --------------------------------------------------------------------- | ------------ | ---- | -------- |
| 4 × 400 m  | États-Unis Justin Robinson Rosey Effiong Matthew Boling Alexis Holmes | 3 min 8 s 80 | 2023 | Budapest |

### Records du monde battus
| Édition | Nombre                 | Hommes | Femmes | Mixte                                 |
| ------- | ---------------------- | --- | --- | ------------------------------------- |
| 1983    | 2                      | États-Unis (4 x 100 m, 37 s 86)                                                                            | Jarmila Kratochvílová (400 m, 47 s 99) |                                       |
| 1987    | Pas de record du monde | Pas de record du monde                                                                                     | Pas de record du monde |                                       |
| 1991    | 3                      | Carl Lewis (100 m, 9 s 86) Mike Powell (saut en longueur, 8,95 m) États-Unis (4 x 100 m, 37 s 50)          | |                                       |
| 1993    | 5                      | Colin Jackson (110 m haies, 12 s 91) États-Unis (4 x 100 m, 37 s 40) États-Unis (4 x 400 m, 2 min 54 s 29) | Sally Gunnell (400 m haies, 52 s 74) Anna Biryukova (triple saut, 15,09 m)                                                                    |                                       |
| 1995    | 4                      | Jonathan Edwards (triple saut, 18,16 m puis 18,29 m)                                                       | Kim Batten (400 m haies, 52 s 61) Inessa Kravets (triple saut, 15,50 m)                                                                       |                                       |
| 1997    | Pas de record du monde | Pas de record du monde                                                                                     | Pas de record du monde | Pas de record du monde                |
| 1999    | 2                      | Michael Johnson (400 m, 43 s 18)                                                                           | Stacy Dragila (saut à la perche, 4,60 m) |                                       |
| 2001    | Pas de record du monde | Pas de record du monde                                                                                     | Pas de record du monde | Pas de record du monde                |
| 2003    | 2                      | Jefferson Pérez (20 km marche, 1 h 17 min 21 s) Robert Korzeniowski (50 km marche, 3 h 36 min 3 s)         | |                                       |
| 2005    | 3                      | | Yelena Isinbayeva (saut à la perche, 5,01 m) Osleidys Menéndez (lancer du javelot, 71,70 m) Olimpiada Ivanova (20 km marche, 1 h 25 min 41 s) |                                       |
| 2007    | Pas de record du monde | Pas de record du monde                                                                                     | Pas de record du monde | Pas de record du monde                |
| 2009    | 3                      | Usain Bolt (100 m, 9 s 58) Usain Bolt (200 m, 19 s 19)                                                     | Anita Włodarczyk (lancer du marteau, 77,96 m)                                                                                                 |                                       |
| 2011    | 1                      | Jamaïque (4 x 100 m, 37 s 04)                                                                              | |                                       |
| 2013    | Pas de record du monde | Pas de record du monde                                                                                     | Pas de record du monde | Pas de record du monde                |
| 2015    | 1                      | Ashton Eaton (décathlon, 9 045 pts)                                                                        | |                                       |
| 2017    | 1                      | | Inês Henriques (50 km marche, 4 h 5 min 56 s)                                                                                                 |                                       |
| 2019    | 2                      | | Dalilah Muhammad (400 m haies, 52 s 16) | États-Unis (4 x 400 m, 3 min 09 s 34) |
| 2022    | 3                      | Armand Duplantis (saut à la perche, 6,21 m)                                                                | Sydney McLaughlin (400 m haies, 50 s 56) Tobi Amusan (100 m haies, 12 s 12)                                                                   |                                       |
| 2023    | 1                      | | | États-Unis (4 x 400 m, 3 min 08 s 80) |

## Tableau des médailles
Tableau mis à jour après les Championnats du monde 2023 à Budapest.

Bilan des médailles obtenues par nations. Sont non comprises celles attribuées à Malmö (1976) et à Sittard (1980).
| Rang  | Nation                     | Or  | Argent | Bronze | Total |
| ----- | -------------------------- | --- | ------ | ------ | ----- |
| 1     | États-Unis                 | 195 | 134    | 114    | 443   |
| 2     | Kenya                      | 65  | 58     | 48     | 171   |
| 3     | Russie                     | 42  | 52     | 47     | 141   |
| 4     | Jamaïque                   | 40  | 61     | 48     | 149   |
| 5     | Allemagne                  | 39  | 36     | 48     | 123   |
| 6     | Éthiopie                   | 35  | 38     | 31     | 104   |
| 7     | Royaume-Uni                | 33  | 40     | 48     | 121   |
| 8     | Union soviétique           | 22  | 27     | 28     | 77    |
| 9     | Chine                      | 22  | 26     | 27     | 75    |
| 10    | Cuba                       | 22  | 25     | 16     | 63    |
| 11    | Pologne                    | 20  | 20     | 25     | 65    |
| 12    | Allemagne de l'Est         | 20  | 18     | 15     | 53    |
| 13    | Australie                  | 15  | 16     | 14     | 45    |
| 14    | République tchèque         | 15  | 5      | 8      | 28    |
| 15    | France                     | 14  | 19     | 23     | 56    |
| 16    | Italie                     | 13  | 18     | 20     | 51    |
| 17    | Ukraine                    | 12  | 15     | 16     | 43    |
| 18    | Maroc                      | 12  | 12     | 9      | 33    |
| 19    | Afrique du Sud             | 12  | 7      | 8      | 27    |
| 20    | Suède                      | 12  | 6      | 8      | 26    |
| 21    | Norvège                    | 12  | 6      | 5      | 23    |
| 22    | Espagne                    | 11  | 19     | 16     | 46    |
| 23    | Canada                     | 11  | 18     | 17     | 46    |
| 24    | Biélorussie                | 10  | 11     | 12     | 33    |
| 25    | Bahamas                    | 9   | 9      | 8      | 26    |
| 26    | Japon                      | 8   | 9      | 18     | 35    |
| 27    | Bahreïn                    | 8   | 3      | 3      | 14    |
| 28    | Pays-Bas                   | 7   | 9      | 12     | 28    |
| 29    | Finlande                   | 7   | 8      | 7      | 22    |
| 30    | Portugal                   | 7   | 7      | 9      | 23    |
| 31    | Ouganda                    | 7   | 2      | 4      | 13    |
| 32    | Grèce                      | 6   | 7      | 12     | 25    |
| 33    | Algérie                    | 6   | 2      | 3      | 11    |
| 34    | Nouvelle-Zélande           | 6   | 1      | 1      | 8     |
| 35    | Roumanie                   | 5   | 8      | 12     | 25    |
| 36    | Bulgarie                   | 5   | 3      | 8      | 16    |
| 37    | Qatar                      | 5   | 2      | 4      | 11    |
| 38    | Tchécoslovaquie            | 4   | 4      | 3      | 11    |
| 39    | Croatie                    | 4   | 4      | 2      | 10    |
| 40    | Colombie                   | 4   | 3      | 2      | 9     |
| 41    | République dominicaine     | 4   | 2      | 1      | 7     |
| 42    | Irlande                    | 4   | 2      | 0      | 6     |
| 43    | Suisse                     | 4   | 0      | 5      | 9     |
| 44    | Venezuela                  | 4   | 0      | 1      | 5     |
| -     | Athlètes neutres autorisés | 3   | 8      | 1      | 12    |
| 45    | Trinité-et-Tobago          | 3   | 5      | 7      | 15    |
| 46    | Mexique                    | 3   | 3      | 7      | 13    |
| 47    | Lituanie                   | 3   | 3      | 3      | 9     |
| 48    | Équateur                   | 3   | 2      | 1      | 6     |
| 49    | Grenade                    | 3   | 1      | 2      | 6     |
| 50    | Mozambique                 | 3   | 1      | 1      | 5     |
| 51    | Danemark                   | 3   | 0      | 1      | 4     |
| 52    | Brésil                     | 2   | 6      | 8      | 16    |
| 53    | Allemagne de l'Ouest       | 2   | 6      | 3      | 11    |
| 54    | Estonie                    | 2   | 6      | 2      | 10    |
| 55    | Belgique                   | 2   | 2      | 7      | 11    |
| 56    | Slovénie                   | 2   | 2      | 3      | 7     |
| 57    | Tadjikistan                | 2   | 1      | 0      | 3     |
| 57    | Pérou                      | 2   | 1      | 0      | 3     |
| 59    | Nigeria                    | 1   | 5      | 5      | 11    |
| 60    | Namibie                    | 1   | 4      | 1      | 6     |
| 61    | Kazakhstan                 | 1   | 3      | 5      | 9     |
| 62    | Turquie                    | 1   | 3      | 0      | 4     |
| 63    | Botswana                   | 1   | 2      | 1      | 4     |
| 64    | Zambie                     | 1   | 2      | 0      | 3     |
| 65    | Tunisie                    | 1   | 1      | 1      | 3     |
| 65    | Burkina Faso               | 1   | 1      | 1      | 3     |
| 65    | Inde                       | 1   | 1      | 1      | 3     |
| 68    | Érythrée                   | 1   | 1      | 0      | 2     |
| 68    | Panama                     | 1   | 1      | 0      | 2     |
| 70    | Saint-Christophe-et-Niévès | 1   | 0      | 4      | 5     |
| 70    | Serbie                     | 1   | 0      | 4      | 5     |
| 72    | Slovaquie                  | 1   | 0      | 3      | 4     |
| 73    | Syrie                      | 1   | 0      | 2      | 3     |
| 73    | Barbade                    | 1   | 0      | 2      | 3     |
| 75    | Sénégal                    | 1   | 0      | 1      | 2     |
| 75    | Somalie                    | 1   | 0      | 1      | 2     |
| 77    | Corée du Nord              | 1   | 0      | 0      | 1     |
| 78    | Hongrie                    | 0   | 7      | 8      | 15    |
| 79    | Côte d'Ivoire              | 0   | 4      | 1      | 5     |
| 80    | Israël                     | 0   | 3      | 2      | 5     |
| 81    | Porto Rico                 | 0   | 3      | 1      | 4     |
| 82    | Burundi                    | 0   | 2      | 1      | 3     |
| 82    | Djibouti                   | 0   | 2      | 1      | 3     |
| 84    | Cameroun                   | 0   | 2      | 0      | 2     |
| 85    | Autriche                   | 0   | 1      | 3      | 4     |
| 86    | Chypre                     | 0   | 1      | 1      | 2     |
| 86    | Ghana                      | 0   | 1      | 1      | 2     |
| 86    | Lettonie                   | 0   | 1      | 1      | 2     |
| 86    | Sri Lanka                  | 0   | 1      | 1      | 2     |
| 86    | Suriname                   | 0   | 1      | 1      | 2     |
| 86    | Tanzanie                   | 0   | 1      | 1      | 2     |
| 86    | Bosnie-Herzégovine         | 0   | 1      | 1      | 2     |
| 86    | Corée du Sud               | 0   | 1      | 1      | 2     |
| 86    | Philippines                | 0   | 1      | 1      | 2     |
| 95    | Égypte                     | 0   | 1      | 0      | 1     |
| 95    | Bermudes                   | 0   | 1      | 0      | 1     |
| 95    | Pakistan                   | 0   | 1      | 0      | 1     |
| 95    | Soudan                     | 0   | 1      | 0      | 1     |
| 95    | Îles Vierges britanniques  | 0   | 1      | 0      | 1     |
| 100   | Arabie saoudite            | 0   | 0      | 1      | 1     |
| 100   | Dominique                  | 0   | 0      | 1      | 1     |
| 100   | Haïti                      | 0   | 0      | 1      | 1     |
| 100   | Îles Caïmans               | 0   | 0      | 1      | 1     |
| 100   | Iran                       | 0   | 0      | 1      | 1     |
| 100   | Samoa américaines          | 0   | 0      | 1      | 1     |
| 100   | Zimbabwe                   | 0   | 0      | 1      | 1     |
| Total | Total                      | 875 | 881    | 877    | 2633  |

Ce tableau comprend les médailles remportées par les Athlètes neutres autorisés.En revanche, les athlètes regroupés sous cette bannière ne sont pas classés dans le tableau car ils ne représentent pas officiellement une nation.